# Conrad zu Rantzau

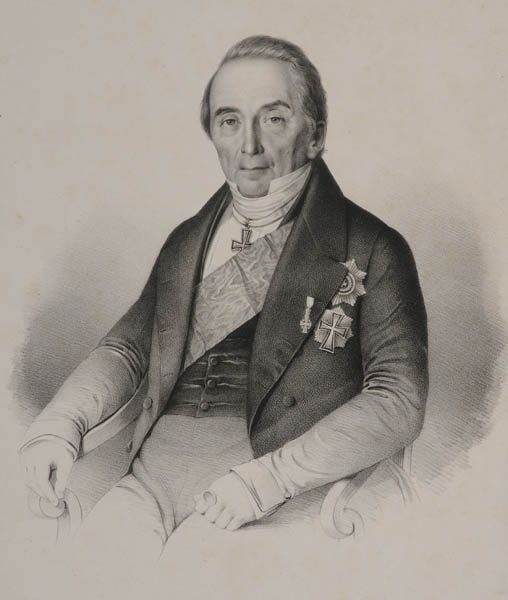
Conrad zu Rantzau

Reichsgraf Conrad zu Rantzau, vollständig Andreas Conrad Peter Graf zu Rantzau(-Breitenburg) (* 2. September 1773 in Breitenburg; † 3. August 1845 in Wiesbaden) war ein holsteinischer Gutsbesitzer und dänischer Staatsminister.

## Leben
Conrad zu Rantzau entstammte dem (jüngeren) Hause Breitenburg der schleswig-holsteinischen Equites-Originarii-Familie Rantzau. Er war der jüngste Sohn von Friedrich Graf zu Rantzau (1729–1806) und seiner Frau Louise Amoene von Castell-Remlingen (1732–1802), durch die Breitenburg nach dem Vorversterben ihres Bruders Christian Adolf Friedrich Gottlieb zu Castell-Remlingen wieder zurück an die Familie Rantzau gekommen war. Der Domherr und Amtmann August zu Rantzau (1773–1845) sowie der dänische Generalkriegskommissar Hans zu Rantzau waren seine Brüder. Seine Schwester Friederike Christiane Marie (1762–1831) war mit Heinrich von Holstein-Holsteinborg (1748–1796) auf Gut Waterneverstorf verheiratet und die Mutter von Heinrich Christoph von Holstein. Obgleich er der jüngste der Brüder war, bestimmte ihn seine Mutter zum Erben des Familienfideikommisses Breitenburg, über das sie das Bestimmungsrecht behalten hatte.
Er studierte zunächst ab 1792 an der Universität Kiel und ab Oktober 1794 an der Universität Göttingen. Anschließend unternahm er eine Grand Tour.
Mit dem Tod seiner Mutter 1802 trat er das Erbe als Fideikommissherr in Breitenburg an und wurde mit ca. 9.400 Hektar in neun Vogteien der größte Grundbesitzer in Holstein. Sein Vater zog sich, mit einer Apanage versehen, auf das Nebengut Rosdorf (Holstein) zurück.
Conrad von Rantzau wurde Mitglied der königlichen Landkommission für die Herzogtümer; 1804 ernannte ihn König Christian VII. zum Kammerherrn. Nach weiteren Reisen wurde er 1814 Mitglied der königlichen Kommission zur Wiederbesetzung und Reorganisation der Herzogtümer (Kommissionen til hertugdømmernes genbesættelse og reorganisation).
1826 berief ihn der Kronprinz zum Reisemarschall des Prinzen Friedrich bei dessen Reise in den Süden. Nach der Rückkehr 1828 wurde Rantzau zum Oberhofschenk ernannt. Als Nachfolger des verstorbenen Ernst Heinrich von Schimmelmann rückte er 1831 in den Staatsrat auf und wurde Geheimer Staatsminister. Er unterstützte die Reformen Friedrichs VI. wie die Einführung der Ständeversammlungen in den Herzogtümern und war auf Ausgleich der Interessen im dänischen Gesamtstaat bemüht.
Mit der Thronbesteigung Christians VIII. und der damit verbundenen Radikalisierung der Schleswig-Holstein-Frage wurde sein Einfluss schwächer. 1840 bat er um seinen Abschied aus Gesundheitsgründen; der König beließ ihm jedoch Rang und Sitz im Staatsrat.

Thorvaldsens Büste von Rantzau (Gipsmodell 1805), Thorvaldsen Museum

Rantzau interessierte sich sehr für Wissenschaft und Künste. Bertel Thorvaldsen besuchte er 1805 in Rom, ließ ihn seine Marmorbüste anfertigen und erwarb das Marmorrelief Achilles und Briseis . Hans Christian Andersen wurde sein Freund und war häufig auf Breitenburg zu Gast. Die Königlich Dänische Kunstakademie und Det kongelige nordiske oldskriftselskab ernannten ihn zu ihrem Ehrenmitglied. Schloss Breitenburg, das er ab 1807 von Christian Frederik Hansen umbauen ließ, richtete er mit zahlreichen Kunstwerken ein, die er auf seinen Reisen erworben hatte.
Er investierte große Summen in die Nothilfe und den Wiederaufbau der Dörfer seiner Herrschaft, die von den verheerenden Sturmfluten des Winters 1824/25 (Novemberflut 1824, Februarflut 1825) besonders betroffen waren.
Conrad zu Rantzau blieb unverheiratet und verstarb ohne Nachkommen. Die Fideikommissherrschaft Breitenburg kam an seinen nächstjüngeren Bruder Carl zu Rantzau (1769–1847) und nach dessen Tod 1847 an August zu Rantzau. Über seinen Allodialbesitz hingegen, vor allem das Gut Erfrade (heute Ortsteil von Tarbek), musste Konkurs eröffnet werden, und es kam zu langwierigen Verhandlungen, die erst 1850 mit dem (erneuten) Kauf des Gutes durch August zu Rantzau ihren Abschluss finden.

## Auszeichnungen
- Elefanten-Orden am 28. Oktober 1836[6]
- Dannebrogorden

Großkreuz am 31. Juli 1815
Dannebrogmann am 28. Januar 1813
- Großkreuz des Herzoglich Sachsen-Ernestinischen Hausordens
- Großkreuz des Hausordens vom Goldenen Löwen
- Rechtsritter des Johanniterordens (1792)

## Werke
- Louis Bobé (Hrsg.): Statsminister Conrad Greve Rantzau-Breitenburgs erindringer fra Kong Frederik den sjettes tid. Det Nordiske Forlag, Kopenhagen 1900. ((Titel)-Digitalisat)